# Bukowa Śląska
Bukowa Śląska est une localité polonaise de la gmina et du powiat de Namysłów en voïvodie d'Opole.